# Kongres Polonii Kanadyjskiej
Kongres Polonii Kanadyjskiej (ang. Canadian Polish Congress) – naczelna organizacja Polonii w Kanadzie, założona w 1944. Zarząd Główny i Rada Kongresu mają siedzibę w Toronto. Kontynuator założonego w 1931 Zrzeszenia Organizacji Polskich w Kanadzie.
Skupia na zasadzie federacji świeckie organizacje i towarzystwa polonijne. Ma 13 okręgów lokalnych w głównych miastach i prowincjach Kanady, wszędzie tam, gdzie znajdują się większe skupiska polskie. Współpracuje z Kongresem Polonii Amerykańskiej i Światową Radą Polonii. Członek założyciel Rady Polonii Świata.
Sprawuje pieczę nad Fundacją Funduszu Wieczystego „Millenium”. Wybory do władz głównych Kongresu odbywają się na Walnych Zjazdach organizacji, które często odbywają się w różnych okręgach Kongresu. Okręgi zorganizowane są z reguły wedle podziału administracyjnego Kanady, np. Okręg Alberta, Okręg Manitoba itd.
Głównym zadaniem Kongresu jest reprezentacja społeczności polonijnej wobec władz Kanady. W okresie stanu wojennego w Polsce, Kongres był głównym organizatorem pomocy dla Polski i organizował lobby polityczne na rzecz Polski. W tamtych latach też, z inicjatywy prezesa, inż. Stanisława Orłowskiego podpisał z rządem Kanady umowę emigracyjna, która umożliwiła organizacjom polonijnym sponsorowanie tysięcy Polaków z obozów uchodźczych w Europie.
KPK koordynuje działalność organizacji członkowskich oraz akcji polityczno-społecznych polskiej grupy etnicznej w Kanadzie. Członkiem Kongresu może być tylko legalnie zarejestrowana w Kanadzie organizacja polonijna. Patronuje też przedsięwzięciom kulturalno-oświatowym polskiej grupy. Na wniosek zarządów Okręgów, Zarząd Główny i Rada KPK mogą nadać odznaki honorowe Kongresu dla indywidualnych osób, które w sposób przyczyniły się dla dobra Polonii kanadyjskiej lub dobrego imienia Polski i Polaków. Są trzy stopnie tych odznak: złota, srebrna i brązowa. Na szczeblu federalnym członkami Kongresu mogą być większe zrzeszenia i federacje polonijne, jak: Stowarzyszenie Polskich Kombatantów, Federacja Polek w Kanadzie, Związek Narodowy Polski i inne. Poszczególne oddziały i koła tych zrzeszeń i federacji należą do lokalnych Okręgów KPK.

3 listopada 2023r. Kanadyjski Parlament przedstawił projekt ustawy w sprawie ustanowienia maja Miesiącem Dziedzictwa Polskiego, przy wsparciu Kongresu Polonii Kanadyjskiej. Ontario i Manitoba już przyjęły tę uchwałę na poziomie prowincji. Warto zaznaczyć, że dzięki staraniom prezesa KPK Atlantic, Tom Urbaniaka, oraz prezesa Kongres Polonii Kanadyjskiej Kolumbii Brytyjskiej, Michaela Dembka, Nowa Szkocja oraz Kolumbii Brytyjskiej postanowiła wyznaczyć wrzesień jako Miesiąc Dziedzictwa Polskiego.